# 中国人民解放军福建省军区
中国人民解放军福建省军区，是中央军委国防动员部直属的一个省级军区，管辖范围为福建省。同时接受中共福建省委、福建省人民政府的领导，负责辖区内的民兵预备役、国防动员工作和城市警备等任务。

## 历史
1949年8月，成立福建军区，由第10兵团部兼，隶属华东军区。叶飞兼任司令员，张鼎丞兼任政治委员。1956年7月，由福州军区兼福建军区。1957年5月1日，国务院发布命令，由福州军区公安军机关组成福建军区机关。1958年1月，正式成立，军区机关驻福州。1960年4月改称福建省军区。

## 编制
2015年改革后，中国人民解放军福建省军区设置下列机构：

### 职能部门
- 办公室
- 政治工作局
- 战备建设局
- 动员局
- 保障局（副师级）

### 军分区（警备区）机关
- 泉州军分区
- 莆田军分区
- 南平军分区
- 宁德军分区
- 三明军分区
- 漳州军分区
- 龙岩军分区
- 福州警备区
- 厦门警备区

## 历任领导
| 司令员 - 叶飞（1949年3月-1958年1月） - 刘永生（1958年1月-1959年2月） - 雷震（1959年6月-1964年4月） - 朱耀华（1964年5月-1971年7月） - 汪治国（1971年7月-1976年11月） - 丛德滋（1976年11月-1983年5月） - 卢福祥（1983年5月-1985年8月） - 张宗德（1985年11月-1990年6月） - 陈树清（1990年6月-1992年11月） - 任永贵（1992年11月-1996年3月） - 陈明瑞（1996年3月-2001年3月） - 张鹤田（2001年3月-2006年8月） - 刘沈扬（2006年12月-2009年2月） - 汪庆广（2009年2月-2014年3月） - 熊安东（2014年3月-2017年3月） - 于中海（2017年3月-2018年8月） - 王滨（2018年8月-2020年1月） - 吴喜铧（2020年1月至2021年12月26日） - 王宏宇(2021年12月26日) 參謀長 - 胡炳雲 - 陳明端 副參謀長 - 戴濱輝 | 政治委员 - 叶飞（1953年9月-1957年5月） - 伍洪祥（1957年10月-1958年5月，省委书记兼） - 卢胜（1958年1月-1961年1月） - 张闯初（1961年1月-1964年4月） - 刘健挺（1964年3月-1978年5月，第二政委） - 范式人（1965年1月-1975年1月，省委书记兼） - 罗应怀（1969年11月-1972年5月，福州军区副政委兼） - 倪南山（1970年12月-1976年11月） - 高占杰（1971年7月-1975年6月，第二政委） - 蒋润观（1975年7月-1979年10月） - 张志勇（1979年3月-1980年7月） - 孟乐天（1980年7月-1983年5月） - 刘挺柱（1980年7月-1983年5月） - 项南（1982年4月-1986年3月，省委书记兼第一政委） - 林治泽（1983年5月-1985年8月） - 张宗德（1985年8月-1985年11月） - 丛立志（1985年11月-1988年7月） - 陈树清（1988年7月-1990年6月） - 郑仕超（1990年6月-1992年5月） - 隋绳武（1992年5月-1996年2月） - 陆凤殿（1996年2月-1999年9月） - 吴青田（1999年9月-2005年8月） - 李光金（2005年8月-2009年5月） - 朱生岭（2009年5月-2013年3月） - 曹德信（2013年3月-2015年1月） - 苏保成（2015年1月-2020年9月） - 宋鴻喜（2020年9月一) 副司令員 - 郭廷萬 - 胡炳云 - 張玉生 - 朱光泉 - 江勤宏 - 戴濱輝 - 陳明端 - 郭生昆 黨委第一書記 福建省委書記兼 |